# 阿瑟·伊斯特伍德
阿瑟·伊斯特伍德（英語：Arthur Eastwood，1905年7月12日—1934年11月8日），新西兰男子赛艇运动员。他曾代表新西兰参加1930年大英帝国运动会赛艇比赛，获得一枚金牌和一枚银牌。